# HugoDécrypte : L'interview face cachée
 (mai 2024).
 (mai 2024).
 (juin 2024).
- Si vous ne connaissez pas le sujet, laissez ce bandeau (vous pouvez alors contacter les auteurs).
- Si vous supprimez le contenu mis en cause (vous pouvez préalablement contacter les auteurs),

argumentez précisément cette suppression dans la page de discussion
(un manque de référence n'est pas un argument ; une recherche réelle de référence doit avoir été effectuée, être formellement documentée).
HugoDécrypte : L'interview face cachée est une émission de télévision française, animée par Hugo Travers et diffusée sur France 2.

## Histoire
Le concept de l'émission est né lors des dernières élections présidentielles en France (2022)[source secondaire souhaitée]. Dans le cadre de son média HugoDécrypte, Hugo Travers interviewe la plupart des candidats dans un format similaire à celui de l'émission HugoDécrypte : L'interview face cachée. Par la suite, le format est réalisé pendant plus d'un an avec divers invités comme Bill Gates[source insuffisante], Hugh Jackman[source insuffisante], Omar Sy[source insuffisante], Pierre Niney[source insuffisante], Angèle[source insuffisante] et Christopher Nolan[source insuffisante]. Depuis octobre 2023, il est prolongé en TV avec d'autres invités.
Le principe de l'émission est simple : les personnes interviewées se retrouvent face à une roue d'émojis qui défile devant eux et ils doivent, à plusieurs reprises, appuyer sur un buzzer pour arrêter la roue sur l'un des émojis. Cet émoji est le point de départ d'une question, un débat, une thématique avec l'objectif d'ouvrir la discussion sur un sujet de fond.

## Diffusion
L'émission est diffusée sur France 2 à la suite d'un partenariat entre HugoDécrypte et France Télévisions[source secondaire souhaitée].
L'interview est soit diffusée après le journal télévisé de la mi-journée (première émission), le journal télévisé du soir (troisième et cinquième émission) ou en deuxième partie de soirée (deuxième et quatrième émissions).
Quelques jours (ou semaines) après la diffusion télévisée, les interviews sont disponibles sur les réseaux sociaux d'HugoDécrypte (YouTube, TikTok et Instagram). L'interview publiée sur YouTube est légèrement différente de celle diffusée sur France 2, notamment avec des séquences écartées du montage pour la diffusion TV.

## Saison 1 (2023-2024)

### Audiences
| No | Date de diffusion | Invité(e)s                                        | Téléspectateurs | Part d'audience |
| -- | ----------------- | ------------------------------------------------- | --------------- | --------------- |
| 1  | 28 octobre 2023   | Thomas Pesquet[source insuffisante]               | 1 850 000       | 15,9 %          |
| 2  | 3 décembre 2023   | Virginie Efira[source insuffisante]               | 621 000         | 6,4 %           |
| 3  | 23 décembre 2023  | Squeezie[source insuffisante]                     | 2 360 000       | 13 %            |
| 4  | 18 février 2024   | Tahar Rahim[source insuffisante]                  | 311 000         | 2,7 %           |
| 5  | 2 mars 2024       | Zendaya et Timothée Chalamet[source insuffisante] | 2 330 000       | 12,7 %          |
| 6  | 13 juin 2024      | Didier Deschamps[source insuffisante]             | 1 880 000       | 9,5 %           |
| 7  | 15 juin 2024      | Billie Eilish[source insuffisante]                | 1 730 000       | 10,5 %          |
| 8  | 20 juillet 2024   | Victor Wembanyama[source insuffisante]            | 2 240 000       | 15,6 %          |

Légende :
- Les plus hauts chiffres d'audience
- Les plus bas chiffres d'audience

## Saison 2 (2024-2025)

### Audiences
| No | Date de diffusion | Invité(e)      | Téléspectateurs | Part d'audience |
| -- | ----------------- | -------------- | --------------- | --------------- |
| 1  | 20 octobre 2024   | François Civil | 572 000         | 4 %             |
| 2  | 26 décembre 2024  | Soprano        |                 |                 |

Légende :
- Les plus hauts chiffres d'audience
- Les plus bas chiffres d'audience